# Joan Seccombe, Baroness Seccombe

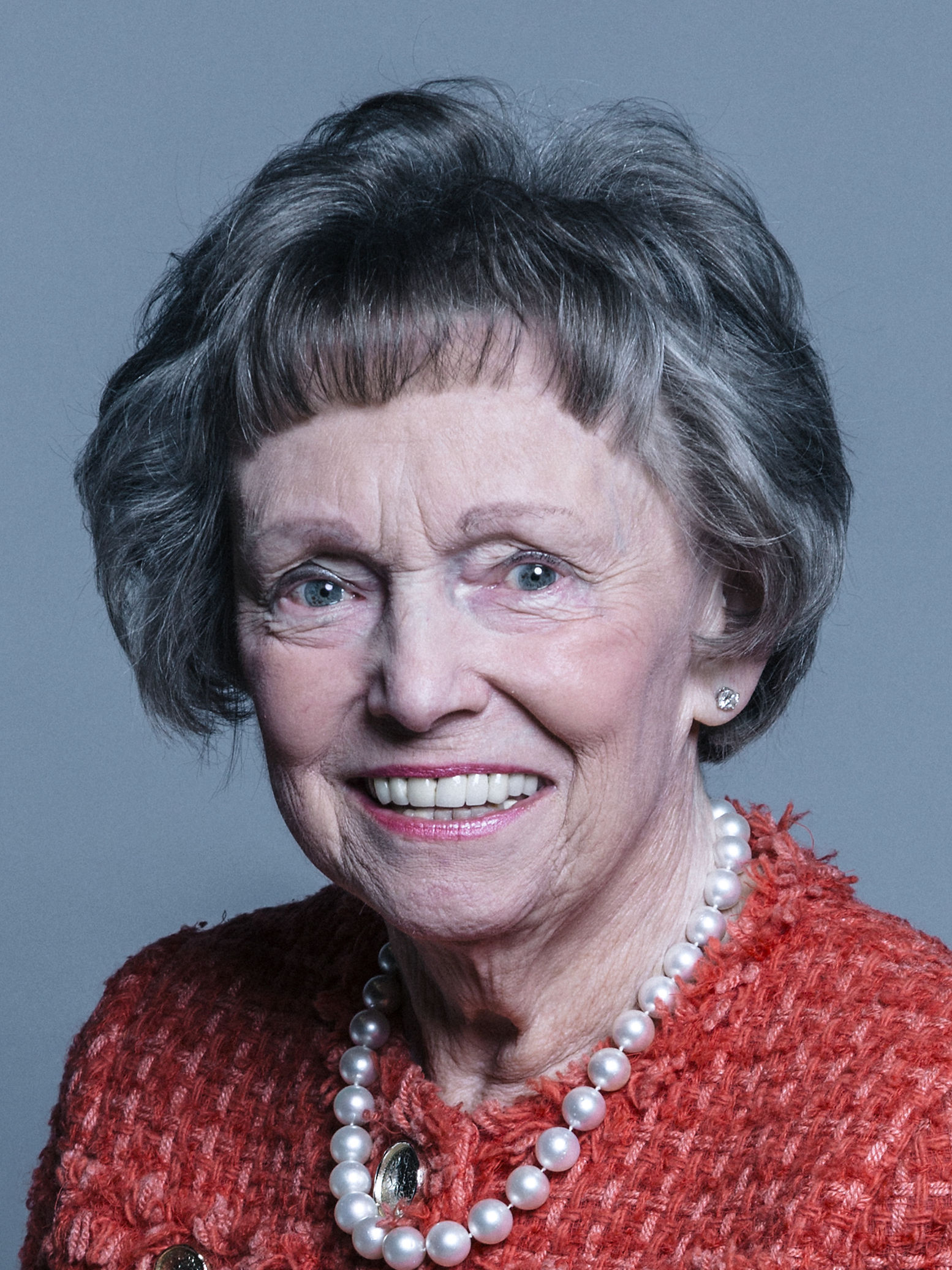
Joan Seccombe, Baroness Seccombe

Joan Anna Dalziel Seccombe, Baroness Seccombe DBE (* 3. Mai 1930) ist eine britische Politikerin (Conservative Party).

## Leben und politische Karriere
Seccombe wurde am 3. Mai 1930 als Tochter von Robert John Owen († 1941) und Olive Barlow geboren. Ihr Bruder John Arthur Dalziel Owen wurde später Richter und starb 2010. Sie besuchte die Saint Martin’s School in Solihull.
1960 begann Seccombe in der Kommunalpolitik tätig zu werden. Von 1977 bis 1981 war sie Mitglied des West Midlands County Council. Dort war sie von 1977 bis 1981 und von 1985 bis 1991 Mitglied des West Midlands Police Committee. Von 1979 bis 1981 war sie Vorsitzende (Chair) des Trading Standards Committee. Von 1981 bis 1990 gehörte sie dem Midlands Electricity Consultative Council an.
Von 1975 bis 1978 war sie Vorsitzende (Chair) des West Midlands Conservative Women's Committee. Von 1981 bis 1984 war sie Vorsitzende des Conservative Womens National Committee. Bei der Women's National Commission war sie von 1984 bis 1990 Mitglied. Sie führte von 1987 bis 1988 den Vorsitz der National Union of Conservative and Unionists Association; zuvor war sie von 1984 bis 1987 stellvertretende Vorsitzende (Vice-Chairman). 1987 war sie Vorsitzende (Chair) des Parteitages der Conservative Party (Conservative Party Annual Conference) in Blackpool.
Von 1987 bis 1997 war sie stellvertretende Vorsitzende (Vice-Chairman) der Conservative Party mit besonderer Zuständigkeit für Frauenpolitik und Frauenfragen.

## Weitere Ämter
Sie war Vorsitzende (Chairman) des Lord Chancellor's Advisory Committee der Solihull Magistrates von 1975 bis 1993 und von Solihull Bench von 1981 bis 1984. Seit 1992 ist sie Vizepräsidentin (Vice President) der Administration des Institute of Trading Standards. Dieses Amt bekleiden derzeit noch 33 weitere Personen, darunter Gordon Borrie, Baron Borrie, Susan Garden, Ex-Außenminister Geoffrey Howe und Judith Wilcox, Baroness Wilcox.
Bei den Nuffield Hospitals war sie von 1988 bis 2001 Direktorin (Governor), stellvertretende Vorsitzende des Verwaltungsrates (Deputy Chairman) von 1993 bis 2001 und Vorsitzende des Treuhandrates (Chairman Trustees) des Pension Fund von 1992 bis 2001.
Von 1968 bis 2000 war sie Friedensrichterin (Justice of Peace) von Solihull. Von 1981 bis 1984 war sie Vorsitzende Richterin (Chair). Sie wurde 1984 als Dame Commander des Order of the British Empire geadelt.

## Mitgliedschaft im House of Lords
Seccombe wurde am 14. Februar 1991 als Baroness Seccombe, of Kineton in the County of Warwickshire, zur Life Peeress erhoben. Ihre Antrittsrede im House of Lords hielt sie am 1. Mai 1991. Als politische Interessen gibt sie auf der Webseite des Oberhauses Frauenangelegenheiten, Familienpolitik und Strafrechtspflege an.
Von 1991 bis 1994 gehörte sie dem Administration and Works Sub-Committee an. Von 1991 bis 1994 und von 1997 bis 2000 war sie Mitglied des Offices Committee House of Lords. Sie gehörte von 1994 bis 1997 dem Broadcasting Committee, dem Finance and Staff Sub-Committee und dem Personal Bills Committee an. Von 1997 to 2001 war sie Whip der Opposition. Von 2001 bis 2010 war sie Stellvertretender Leitender Whip der Opposition (Deputy Chief Opposition Whip). Seit 2010 ist sie Whip ihrer Partei (Party Whip).
Seit 2004 übt sie das protokollarische Ehrenamt einer Baroness in Waiting to HM the Queen aus.
Seccombe war von 2003 bis 2004 Oppositionssprecherin für das Erziehungswesen, Bildung und Ausbildung (Education and Skills), von 2003 bis 2006 für Gesetzgebung (Legal Affairs) und von 2004 bis 2007 für Innenpolitik (Home Affairs). Von 2004 bis 2007 war sie außerdem Oppositionssprecherin für Verfassungsfragen. 2006 wurde sie Oppositionssprecherin für Verfassungsfragen, Gesetzgebung und Justiz und blieb dies bis 2010.
Seccombe nimmt regelmäßig an Sitzungen des House of Lords teil. Sie meldet sich dort auch regelmäßig zu Wort. Seccombe gehört im House of Lords zu den Mitgliedern, die seit 2001 kontinuierlich die höchsten Anwesenheitszahlen aufweisen. Im Zeitraum von April 2001 bis März 2010 war Seccombe überdurchschnittlich häufig anwesend. Seccombe nahm jährlich durchschnittlich an über 130 bis über 160 Sitzungstagen in der Sitzungsperiode teil.
In den 1990er Jahren sprach sie unter anderem zu den Themen Bildung, Renten, Entlassung von Lehrern und lokale Verwaltung. Sie meldete sich in den 2000ern zu den Themen Werte von Ehe und Familie, der Reform des Oberhauses, Misshandlung von Kindern und Profite von Banken zu Wort. Im November 2010 stellte sie eine Frage zu Plänen der Regierung, die Kennzeichnung von Lebensmitteln zu verbessern.

## Wirken in der Öffentlichkeit
Im November 2000 äußerte sie sich im Rahmen einer Debatte zur Sexual Offences Bill. Seccombe wies im Zusammenhang mit der Festsetzung des Strafbarkeitsalters darauf hin, dass die Regelungen für die Strafbarkeit des Geschlechtsverkehrs von gleichgeschlechtlichen Sexualpartnern in Bezug auf die Praktizierung von Analsex nicht nur Auswirkungen auf Homosexuelle, sondern auch auf Mädchen haben können. Seccombe führte aus, dass dies „ein wichtiges Thema sei, dass desaströse Auswirkungen auf das Leben von Mädchen zwischen 16 und 18 haben kann.“
Seccombe war im November 2001 Ehrengast ihrer früheren Schule St Martin's School, wo sie die erste Schülersprecherin (Head Girl) war.
Sie unterstützte 2001 die Einführung einer gesetzlichen Regelung zur stärkeren Berücksichtigung weiblicher Kandidaten bei Wahlen.
Im März 2003 nahm sie an der Trauerfeier des Geschäftsmannes Robert Haslam, Baron Haslam teil, 2005 an der für Cherry Drummond, 16. Baroness Strange, im Februar 2007 an der für John Peyton, Baron Peyton of Yeovil, und 2008 an denen für Ian Gilmour, Baron Gilmour of Craigmillar und Francis Pym, Baron Pym.
Im Januar 2008 gehörte Seccombe zu den Politikern des House of Lords, die mit einer Gruppe von ehrenamtlich in der Pflege arbeitenden jungen Menschen aus Warwickshire zusammentraf, um über das Thema „Ehrenamt und Pflege“ zu diskutieren.

## Privates
Sie heiratete 1950 den Anwalt Laurie Seccombe. Zusammen haben sie zwei Söhne und drei Enkel.
Seit 1991 ist sie Präsidentin des St Enedoc Golf Club. Zu ihren Hobbys zählt sie Golf, Skifahren und Handarbeit.